# 上洛之戰
織田信長在永祿11年（1568年）擁立足利義昭上洛繼任征夷大將軍之位，與擁立足利義榮的三好三人眾之間爆發的戰事。

## 戰況
永祿11年(1568年)7月25日，織田信長正式將前任將軍足利義輝之弟足利義昭迎來美濃國後，動員美濃、尾張、伊勢、三河四國之力，兵力有3萬、4萬、5萬、6萬等說法，在同年9月7日出兵先行攻打南近江攻打六角家，拿下六角家居城觀音寺城，六角義賢父子逃往伊賀國（觀音寺城之戰），織田信長在迅速擊敗六角家後，派遣不破光治為使者回歸美濃立正寺向足利義昭報捷，並迎接足利義昭出兵參陣，織田信長也領兵正式往京都進發，與三好家展開作戰。
織田信長在9月21日進軍至柏原的上菩薩院，翌日進入桑實寺，隨後在23日在瀨田乘船，而細川藤孝跟和田惟政也率領南近江的降將前往山科七鄉，織田信長用一天的時間渡湖，在24日時到達三井寺極樂院。軍勢則在大津的松本、馬場佈陣，足利義昭同樣渡江在三井寺光淨院住宿泊。
獲知織田軍即將上洛，三好三人眾棄守京都，參議高倉永相父子經由八幡逃往大坂，關白近衛前久也逃往大坂，權中納言勸修寺晴右屏居。9月26日時織田信長便帶同足利義昭進入京都，在清水佈陣。織田信長也在進入京都後命令菅屋長賴制定洛中法制，派兵士護衛宮廷，維護京都的治安。但是上洛後，由松平信一率領的三河兵士跟部分織田軍發生衝突，在織田信長裁決後，松平信一先率領德川軍回國。
當時三好方的細川昭元跟三好長逸、三好政康守在芥川城、篠原長房守在越水、瀧山兩城、岩成友通鎮守在勝龍寺城、三好康長守在高屋城、足利義榮與其父足利義冬、細川真之、三好長治則在富田。
織田信長入京後將陣地設在東福寺，在28日時派遣柴田勝家、蜂屋賴隆、森可成、坂井政尚四人擔任先鋒率領1萬兵馬越過桂川攻打岩成友通鎮守的勝龍寺城。面對織田軍的來襲，岩成友通派兵出戰，結果遭到織田方四將擊破，遭斬殺50多人，柴田勝家等人將斬獲的首級送往東福寺，由織田信長進行首實檢，一戰之後，岩成友通自知不敵，遂在隔日開城降伏。隨後三好康長也放棄高屋城退離，飯盛城緊接著也開城投降織田方，在畠山高政前來參見足利義昭表示歸降時，足利義昭也將原屬於畠山高政的高屋城，重新賜回給他。織田軍在９月２９日在攝津國的河邊郡、武庫郡放火。
織田軍後在30日於山崎佈陣，先鋒安置在天神山一帶，在織田軍的進逼下，細川昭元、三好長逸跟三好政康趁夜放棄了芥川城，客將小笠原長時逃往越後國，篠原長房在越水、瀧山兩城的城兵也隨後撤退，織田信長遂迎奉足利義昭進芥川城。
織田信長隨後在10月２日派5萬人攻打池田勝正的池田城，水野忠政家臣梶川平左衛門跟織田信長的馬廻魚住隼人爭先突入城池的外構，結果梶川平左衛門討死、魚住隼人負傷退去，池田勝正造成織田軍陣亡14人、傷數百人，但織田軍也攻至池田城的三之丸，織田信長隨後在城下町放火，池田勝正也自知難以抵抗織田家，便開城交出人質投降。河內國的三好義繼跟大和國的松永久秀當時正與三好三人眾敵對，在織田信長與足利義昭上洛後，也遣使謝罪歸附，足利義昭本不願接納，但在織田信長的勸說下方同意兩人投降。大和國豪族箸尾高春隨後也投降足利義昭。
當織田信長滞留在芥川城時，各方使者也陸續送上珍物，像松永久秀獻上九十九茄子，今井宗久獻上名物松嶋茶壺跟紹鷗茄子，其中還有源義經在一之谷穿過的甲冑。攝津國的高槻城主入江春景、茨木城主茨木重朝也相繼投降,伊丹城主伊丹親興在足利義昭仍滯留越前國時，便與義昭有所往來，因此在織田信長跟足利義昭進軍攝津時便表態歸降。而三好三人眾擁立的將軍足利義榮在撤退途中患病身亡後，篠原長房便奉三好長治跟細川真之退往阿波國。

## 戰後
在織田信長跟足利義昭戰勝三好三人眾後，足利義昭在芥川城陣中對近畿領地進行重新分配，本希望織田信長統領畿內五國，但織田信長只願領受和泉國的堺跟近江國的大津、草津。因此由畠山高政領有高屋城、三好義繼領有若江城分掌河內國各半，大和國跟和泉國的志貴城則依然交由松永久秀、攝津國則一分為三，由和田惟政擔任芥川城主跟伊丹城主伊丹親興、池田城主池田勝正並為攝津三守護，伊丹親興的3萬石領地、池田勝正的2萬石領地都獲得安堵，細川藤孝則領有勝龍寺城。
足利義昭在10月18日獲得朝廷正式宣下，晉任為征夷大將軍。織田信長也派遣佐久間信盛、足利義昭派遣細川藤孝、和田惟政帶領2萬兵力支援松永久秀重新攻入大和國，攻陷筒井城、豐田城、平城等地，郡山城也投降松永久秀，筒井順慶往依秋山直國。